# Buxières-sous-Montaigut
Buxières-sous-Montaigut è un comune francese di 249 abitanti situato nel dipartimento del Puy-de-Dôme nella regione dell'Alvernia-Rodano-Alpi.

## Società

### Evoluzione demografica
Abitanti censiti